# Julia von Hauke
Julia von Hauke (Varsavia, 24 novembre 1825 – Jugenheim, 19 settembre 1895) fu la moglie morganatica del Principe Alessandro d'Assia e del Reno e madre del principe Alessandro I di Bulgaria e antenata delle attuali generazioni delle famiglie reali inglese e spagnola.

## Biografia
Julie Therese Salomea Hauke nacque a Varsavia nel Polonia del Congresso, allora governata in unione personale dallo Zar di Russia. Era figlia di Hans Moritz von Hauke e di sua moglie Sophie (nata Lafontaine). Suo padre era tedesco della Sassonia, militare di professione, aveva combattuto per Napoleone Bonaparte in Austria, Italia, Germania e nella Guerra peninsulare. Dopo il servizio nell'esercito polacco dal 1790 e l'esercito del Ducato di Varsavia dal 1809 al 1814 entrò nei ranghi dell'esercito del Congresso Polacco, diventando un generale completo nel 1828 e fu insignito di un titolo della nobiltà polacca. Riconoscendogli notevoli meriti, lo Zar Nicola I lo creò Ministro della Guerra della Polonia e lo elevò nel 1829 a Conte, questo titolo rese automaticamente Julia una Hrabianka - una contessa polacca ereditaria.
Nella rivolta del 1830, guidata da truppe insorte, l'obiettivo era il granduca Costantino, Governatore Generale della Polonia: il conte von Haucke lo difese permettendogli di fuggire, ma venne colpito a morte dai proiettili dei cadetti sulla strada di Varsavia davanti agli occhi di sua moglie Sophia la Fontaine e dei suoi tre bambini; la moglie morì poco tempo dopo di dolore ed i loro figli furono posti sotto la tutela dello zar.
Julia divenne poi dama di compagnia dell'Imperatrice Maria Aleksandrovna, moglie dello zar Alessandro II e sorella del principe Alessandro d'Assia, che incontrò a San Pietroburgo: lo zar non approvò la liaison tra il cognato ed una dama di compagnia, e così i giovani amanti dovettero lasciare la corte russa. Si sposarono il 28 ottobre 1851 a Breslavia nella Slesia (oggi in Polonia).
Julia fu ritenuta di rango insufficiente rispetto al marito, e quindi il loro fu considerato un matrimonio morganatico, ed i loro figli non ebbero diritti al trono. Suo cognato il granduca Luigi III d'Assia la creò contessa di Battenberg nel 1851 con il trattamento di Altezza Illustrissima e nel 1858 la elevò a Principessa Ereditaria di Battenberg, con il trattamento di Altezza Serenissima (titolo comunque non regale): ne conseguì che i figli della coppia furono principi o principesse ed Altezze serenissime.
Julia si convertì dal cattolicesimo al luteranesimo il 12 maggio 1875 e morì al Castello di Heiligenberg presso Jugenheim nell'Assia meridionale.

## Figli
La coppia ebbe cinque figli:
- Maria (1852–1923), sposò nel 1872 Gustav, Conte di Erbach-Schönberg (m. 1908), con discendenza;
- Luigi (1854–1921), creato primo Marchese di Milford Haven nel 1917, sposò nel 1884 la Principessa Vittoria d'Assia e del Reno (1863-1950) da cui ebbe figli (incluso la Principessa Andrea di Grecia e Danimarca, la Regina Luisa di Svezia, e il I Conte Mountbatten di Burma);
- Alessandro (1857–1893), divenne il primo principe regnante di Bulgaria nel 1879, abdicò e prese il titolo di Conte di Hartenau; sposò morganaticamente nel 1889 Johanna Loisinger (1865–1951), con discendenza;
- Enrico (1858–1896), sposò l'ultimogenita della regina Vittoria del Regno Unito, la Principessa Beatrice di Gran Bretagna ed Irlanda (1857 – 1944), con discendenza, (incluso Vittoria Eugenia di Battenberg che diventò Regina di Spagna). I suoi figli vissero nel Regno Unito e diventarono lord e lady con il cognome Mountbatten nel 1917 (vedere "cambio del nome" sotto). Suo figlio maggiore fu creato primo Marchese di Carisbrooke nel 1917;
- Francesco Giuseppe (1861–1924), sposò nel 1897 Anna del Montenegro (1874–1971), senza discendenza.

### Cambio del nome a "Mountbatten"
Il primogenito di Alessandro e Julia, il principe Luigi di Battenberg, divenne First Sea Lord nella Royal Navy. In seguito all'odio antitedesco in Gran Bretagna durante la prima guerra mondiale, anglicizzò il suo nome in Mountbatten, come fecero i suoi figli e nipoti, i figli del principe Enrico e della principessa Beatrice; la stessa Casa Reale inglese lasciò il cognome di Sassonia-Coburgo-Gotha in favore di quello di Windsor. I Mountbatten rinunciarono a tutti i titoli tedeschi e ricevettero delle paria inglesi dal cugino, re Giorgio V del Regno Unito: il principe Luigi divenne I Marchese di Milford Haven, mentre il principe Alessandro Mountbatten, figlio maggiore del principe Enrico, divenne I Marchese di Carisbrooke.

## Titoli dalla nascita alla morte
- Fraulein Julia Hauke (24 novembre 1825 - 1829)
- Hrabianka Julia von Hauke (1829–1851)
- Sua Altezza Illustrissima Contessa Julia di Battenberg (1851–1858)
- Sua Altezza Serenissima Principessa Julia di Battenberg (1858–19 settembre 1895)

## Ascendenza
|                               |                                   |                                           | Genitori                               |  |  | Nonni |  |  | Bisnonni       |  |  | Trisnonni           |  |
|                               |                                   |                                           |                                        |  |  |       |  |  | Ignatius Hauck |  |  | Johann Kaspar Hauke |  |
|                               |                                   |                                           |                                        |  |  |       |  |  | Ignatius Hauck |  |  | Johann Kaspar Hauke |  |
|                               |                                   | Anna Barbara                              |                                        |  |  |       |  |  | Ignatius Hauck |  |  |                     |  |
| Fryderyk Karol Hauke          |                                   |                                           |                                        |  |  |       |  |  | Ignatius Hauck |  |  |                     |  |
|                               |                                   | baronessa Franziska Riedesel zu Eisenbach | Georg XX Riedesel, barone di Eisenbach |  |  |       |  |  |                |  |  |                     |  |
|                               |                                   | baronessa Franziska Riedesel zu Eisenbach | Georg XX Riedesel, barone di Eisenbach |  |  |       |  |  |                |  |  |                     |  |
|                               |                                   | baronessa Franziska Riedesel zu Eisenbach | Margaretha Kilian                      |  |  |       |  |  |                |  |  |                     |  |
| Jan Maurycy, conte Hauke      |                                   | baronessa Franziska Riedesel zu Eisenbach |                                        |  |  |       |  |  |                |  |  |                     |  |
|                               |                                   | Heinrich Wilhelm Schweppenhäuser          | Johann Schweppenhäuser                 |  |  |       |  |  |                |  |  |                     |  |
|                               |                                   | Heinrich Wilhelm Schweppenhäuser          | Johann Schweppenhäuser                 |  |  |       |  |  |                |  |  |                     |  |
|                               |                                   | Heinrich Wilhelm Schweppenhäuser          | Maria Magdalena Boell                  |  |  |       |  |  |                |  |  |                     |  |
| Maria Salomea Schweppenhäuser |                                   | Heinrich Wilhelm Schweppenhäuser          |                                        |  |  |       |  |  |                |  |  |                     |  |
|                               |                                   | Charlotte Philippine Juliane Westermann   | Johann Heinrich Westermann             |  |  |       |  |  |                |  |  |                     |  |
|                               |                                   | Charlotte Philippine Juliane Westermann   | Johann Heinrich Westermann             |  |  |       |  |  |                |  |  |                     |  |
|                               |                                   | Charlotte Philippine Juliane Westermann   | Sophia Elisabeth Eleonore Bode         |  |  |       |  |  |                |  |  |                     |  |
| contessa Julia von Hauke      |                                   | Charlotte Philippine Juliane Westermann   |                                        |  |  |       |  |  |                |  |  |                     |  |
|                               | Benno Leopold Ignatius Lafontaine | Jean de La Fontaine                       |                                        |  |  |       |  |  |                |  |  |                     |  |
|                               | Benno Leopold Ignatius Lafontaine | Jean de La Fontaine                       |                                        |  |  |       |  |  |                |  |  |                     |  |
|                               | Benno Leopold Ignatius Lafontaine | Maria Rosalia Bonelli                     |                                        |  |  |       |  |  |                |  |  |                     |  |
| Franz Leopold Lafontaine      | Benno Leopold Ignatius Lafontaine |                                           |                                        |  |  |       |  |  |                |  |  |                     |  |
|                               |                                   | Maria Katharina Franziska Leonhardt       | Franz Joseph Leonhardt                 |  |  |       |  |  |                |  |  |                     |  |
|                               |                                   | Maria Katharina Franziska Leonhardt       | Franz Joseph Leonhardt                 |  |  |       |  |  |                |  |  |                     |  |
|                               |                                   | Maria Katharina Franziska Leonhardt       | Marie Mayer                            |  |  |       |  |  |                |  |  |                     |  |
| Sophie Lafontaine             |                                   | Maria Katharina Franziska Leonhardt       |                                        |  |  |       |  |  |                |  |  |                     |  |
|                               |                                   | Markus Anton Kornély                      | …                                      |  |  |       |  |  |                |  |  |                     |  |
|                               |                                   | Markus Anton Kornély                      | …                                      |  |  |       |  |  |                |  |  |                     |  |
|                               |                                   | Markus Anton Kornély                      | …                                      |  |  |       |  |  |                |  |  |                     |  |
| Maria Theresia Kornély        |                                   | Markus Anton Kornély                      |                                        |  |  |       |  |  |                |  |  |                     |  |
|                               |                                   | …                                         | …                                      |  |  |       |  |  |                |  |  |                     |  |
|                               |                                   | …                                         | …                                      |  |  |       |  |  |                |  |  |                     |  |
|                               |                                   | …                                         | …                                      |  |  |       |  |  |                |  |  |                     |  |
|                               |                                   | …                                         |                                        |  |  |       |  |  |                |  |  |                     |  |